# Lista odcinków serialu Agenci NCIS
Poniżej znajduje się lista odcinków serialu Agenci NCIS emitowanego przez CBS od roku 2003.

## Sezony
Poniżej znajduje się lista odcinków serialu telewizyjnego Agenci NCIS – emitowanego przez amerykańską stację telewizyjną CBS od 23 września 2003 roku. W Polsce jest emitowany na AXN, TVN oraz TVN7. Premierowe odcinki sezonów są najpierw emitowane na VOD N Seriale, który ma pierwszeństwo w emisji. W tabeli poniżej podana jest tylko data premiery na AXN, gdyż VOD pokazuje serial na bieżąco, ale od 6 sezonu, natomiast TVN i TVN7 zaprzestały na razie premierę serialu.
| Sezon | Sezon | Odcinki | Oryginalna emisja | Oryginalna emisja | Emisja na            | Emisja na        | Emisja na |
| Sezon | Sezon | Odcinki | Premiera sezonu   | Finał sezonu      | Premiera sezonu      | Finał sezonu     |           |
| ----- | ----- | ------- | ----------------- | ----------------- | -------------------- | ---------------- | --------- |
|       | 0     | 2       | 23 kwietnia 2003  | 29 kwietnia 2003  | nie wyemitowano      | nie wyemitowano  |           |
|       | 1     | 23      | 23 września 2003  | 25 maja 2004      | 2 listopada 2009     | 24 stycznia 2010 |           |
|       | 2     | 23      | 28 września 2004  | 24 maja 2005      | 3 kwietnia 2010      | 27 czerwca 2010  |           |
|       | 3     | 24      | 20 września 2005  | 16 maja 2006      | 6 października 2010  | 16 marca 2011    |           |
|       | 4     | 24      | 19 września 2006  | 22 maja 2007      | 4 października 2011  | 20 marca 2012    |           |
|       | 5     | 19      | 25 września 2007  | 20 maja 2008      | 9 października 2012  | 1 stycznia 2013  |           |
|       | 6     | 25      | 23 września 2008  | 19 maja 2009      | 8 stycznia 2013      | 26 marca 2013    |           |
|       | 7     | 24      | 22 września 2009  | 25 maja 2010      | 22 października 2013 | 21 stycznia 2014 |           |
|       | 8     | 24      | 21 września 2010  | 17 maja 2011      | 7 października 2014  | 3 marca 2015     |           |
|       | 9     | 24      | 20 września 2011  | 15 maja 2012      | 6 października 2015  | 22 grudnia 2015  |           |
|       | 10    | 24      | 25 września 2012  | 14 maja 2013      | 11 października 2016 | 14 marca 2017    |           |
|       | 11    | 24      | 24 września 2013  | 13 maja 2014      | 26 października 2017 | nie wyemitowano  |           |
|       | 12    | 24      | 23 września 2014  | 12 maja 2015      | 6 września 2018      | 31 stycznia 2019 |           |
|       | 13    | 24      | 22 września 2015  | 17 maja 2016      | 5 września 2019      | nie wyemitowano  |           |
|       | 14    | 24      | 20 września 2016  | 16 maja 2017      | nie wyemitowano      | nie wyemitowano  |           |
|       | 15    | 24      | 26 września 2017  | 22 maja 2018      | —                    | —                |           |
|       | 16    | 24      | 25 września 2018  | 21 maja 2019      | —                    | —                |           |
|       | 17    | 20      | 24 września 2019  | 21 maja 2020      | —                    | —                |           |
|       | 18    | 16      | 17 listopada 2020 | 25 maja 2021      | —                    | —                |           |
|       | 19    | 21      | 20 września 2021  | 23 maja 2022      | —                    | —                |           |
|       | 20    | 22      | 19 września 2022  | 22 maja 2023      | —                    | —                |           |

## Lista odcinków

### Odcinki pilotażowe
Dwa odcinki serialu JAG - Wojskowe Biuro Śledcze – "Ice Queen" i "Meltdown", to odcinki pilotażowe serialu Agenci NCIS.
| 0 | 1 | "Ice Queen" | Królowa Śniegu  | Donald Bellisario | Donald Bellisario, Don McGill | 23 kwietnia 2003 |
| Na brzegu rzeki Potomac znaleziono ciało zamordowanej kobiety. Ofiara zostaje zidentyfikowana jako oficer z Wojskowego Biura Śledczego. Dochodzenie w tej sprawie prowadzi elitarny Wydział Wewnętrzny Służb Kryminalnych. Jednym z podejrzanych jest komandor porucznik Rabb.                                                                                                 |   |             |                 |                   |                               |                  |
| 0 | 2 | "Meltdown"  | Stan Zagrożenia | Scott Brazil      | Don McGill                    | 29 kwietnia 2003 |
| Komandor porucznik Harmon Rabb zostaje oskarżony o zamordowanie byłej koleżanki, prawniczki z Wojskowego Biura Śledczego, i staje przed sądem. Wiele poszlak świadczy przeciwko niemu i nie ma żadnego alibi. Sytuacja wydaje się jasna. Prowadzący dochodzenie agent Gibbs z wojskowych służb kryminalnych NCIS decyduje się jednak jeszcze raz szukać dowodów w tej sprawie. |   |             |                 |                   |                               |                  |

### Seria 1 (2003-2004)
| 1 | 1  | "Yankee White"           | Zastępca                 | Donald P. Bellisario | Donald P. Bellisario, Don McGill            | 23 września 2003     |
| Zespół agentów specjalnych zajmuje się sprawami przestępstw, które mają związek z marynarką wojenną i piechotą morską. Kieruje nim Leroy Jethro Gibbs (Mark Harmon) - oficer śledczy i specjalista od przesłuchań. Agentka Kate Todd nadzoruje na pokładzie samolotu Air Force One pracę oficera marynarki Raya Trappa, który od niedawna ochrania głowę państwa. Podczas lotu oficer zostaje zaproszony przez prezydenta na lunch. Tuż po posiłku umiera. Samolot ląduje awaryjnie, a na jego pokład zostają wezwani agenci Gibbs i Tony. Abby wykonuje analizy, które mają ustalić przyczynę śmierci Trappa. Gibbs jest przekonany, że za śmiercią oficera marynarki kryje się plan ataku terrorystycznego. |    |                          |                          |                      |                                             |                      |
| 2 | 2  | "Hung Out to Dry"        | Zamiana                  | Alan J. Levi         | Don McGill                                  | 30 września 2003     |
| Podczas szkoleniowych ćwiczeń kapral piechoty morskiej spadł na ziemię - jego spadochron nie otworzył się. Ducky bada zwłoki, a Abby rozpoczyna laboratoryjne analizy spadochronu. |    |                          |                          |                      |                                             |                      |
| 3 | 3  | "Seadog"                 | Wilk morski              | Bradford May         | Donald Bellisario, John Kelley              | 7 października 2003  |
| Na plaży w Północnej Wirginii morze wyrzuca na brzeg martwego oficera marynarki, Briana Farrella, oraz ciała dwóch handlarzy narkotyków. Policja uważa, że oba morderstwa są ze sobą powiązane. |    |                          |                          |                      |                                             |                      |
| 4 | 4  | "The Immortals"          | Nieśmiertelny            | Alan Levi            | Darcy Meyers                                | 14 października 2003 |
| U wybrzeży wysp Bahama zostaje znalezione ciało marynarza. Agenci dowiadują się, że na pokładzie statku USS Foster brakuje 19-letniego członka załogi, Russella MacDonalda. |    |                          |                          |                      |                                             |                      |
| 5 | 5  | "The Curse"              | Klątwa                   | Terrence O'Hara      | Donald Bellisario, Don McGill, Jeff Vlaming | 18 października 2003 |
| Gibbs i zespół są wezwani, gdy myśliwy znajduje w lesie zmumifikowane zwłoki oficera marynarki, który zaginął 10 lat wcześniej. Wraz z nim zniknął milion dolarów skradziony z budżetu wojskowego. |    |                          |                          |                      |                                             |                      |
| 6 | 6  | "High Seas"              | Na morzu                 | Dennis Smith         | Larry Moskowitz, Jeff Vlaming               | 4 listopada 2003     |
| Jeden z byłych członków zespołu Gibbsa prosi o pomoc w śledztwie dotyczącym śmierci marynarzy na lotniskowcu. Za przyczynę ich śmierci podano przedawkowanie narkotyków. |    |                          |                          |                      |                                             |                      |
| 7 | 7  | "Sub Rosa"               | Zastępstwo               | Michael Zinberg      | Frank Cardea, George Schenck                | 18 listopada 2003    |
| W bazie marynarki wojennej znaleziono zwłoki. Tatuaż na ciele ofiary świadczy o tym, że to członek załogi łodzi podwodnej. |    |                          |                          |                      |                                             |                      |
| 8 | 8  | "Minimum Security"       | Minimalne bezpieczeństwo | Ian Toynton          | Donald Bellisario, Philip DeGuere           | 25 listopada 2003    |
| Zespół jedzie na Kubę, gdy tłumacz z Guantanamo zostaje znaleziony martwy, z żołądkiem pełnym drogocennych kamieni. Padają podejrzenia o udział tłumacza w aferze przemytniczej. |    |                          |                          |                      |                                             |                      |
| 9 | 9  | "Marine Down"            | Po pogrzebie             | Dennis Smith         | John Kelley                                 | 16 grudnia 2003      |
| Sarah Kidwell i Lisa Neary są pogrążone w żałobie po śmierci mężów - Jima i Steve'a, majorów piechoty morskiej. Po pogrzebie do Sary dzwoni mężczyzna, który twierdzi, że jest jej mężem. |    |                          |                          |                      |                                             |                      |
| 10 | 10 | "Left for Dead"          | Żywcem pogrzebana        | James Whitmore, Jr.  | Donald Bellisario                           | 6 stycznia 2004      |
| Pochowana żywcem kobieta wstaje z grobu. Nie pamięta, kim jest i jak się tam znalazła, ale pamięta, że wkrótce na statku marynarki wojennej ma wybuchnąć bomba. Agenci NCIS rozpoczynają śledztwo. |    |                          |                          |                      |                                             |                      |
| 11 | 11 | "Eye Spy"                | Oko szpiega              | Alan Levi            | Frank Cardea, Dana Coen, George Schenck     | 13 stycznia 2004     |
| Komandor marynarki wojennej zostaje znaleziony martwy na plaży. Zespół NCIS rozpoczyna śledztwo, posługując się, między innymi, technologią satelitarną. Odnajduje się także naoczny świadek morderstwa. |    |                          |                          |                      |                                             |                      |
| 12 | 12 | "My Other Left Foot"     | Moja inna lewa stopa     | Jeff Woolnough       | Jack Bernstein                              | 3 lutego 2004        |
| W małym miasteczku znaleziono ludzką nogę w skarpetce. Na kończynie zauważono tatuaż, jaki wykonują sobie żołnierze marynarki wojennej. Gibbs, Tony i Kate rozpoczynają dochodzenie. |    |                          |                          |                      |                                             |                      |
| 13 | 13 | "One Shot, One Kill"     | Snajper                  | Peter Ellis          | Frank Cardea, Dana Coen, George Schenck     | 10 lutego 2004       |
| Agenci NCIS zajmują się śledztwem dotyczącym śmierci oficera. Po pewnym czasie zostaje zamordowany kolejny oficer. Sprawę próbuje przejąć FBI. |    |                          |                          |                      |                                             |                      |
| 14 | 14 | "The Good Samaritan"     | Miłosierny Samarytanin   | Alan Levi            | Jack Bernstein                              | 17 lutego 2004       |
| Porucznik marynarki wojennej Wade Julius zostaje zastrzelony na poboczu drogi. Zabójstwo wygląda na egzekucję. Agenci służb śledczych wszczynają dochodzenie. |    |                          |                          |                      |                                             |                      |
| 15 | 15 | "Enigma"                 | Zagadka                  | Thomas J. Wright     | John Kelley                                 | 24 lutego 2004       |
| Gibbs dowiaduje się, że pułkownik Ryan, jego były dowódca, zdezerterował i uciekł z Iraku do USA. Jest podejrzewany o zabójstwo żołnierza i przywłaszczenie sobie pieniędzy Saddama Hussajna. |    |                          |                          |                      |                                             |                      |
| 16 | 16 | "Bête Noire"             | Bête Noire               | Peter Ellis          | Donald Bellisario                           | 2 marca 2004         |
| Ducky i jego asystent Gerald zostają wezwani do przeprowadzenia sekcji zwłok. Jednak z worka wydostaje się uzbrojony mężczyzna i bierze ich jako zakładników. Każe im wyciągnąć ciało Qassama. |    |                          |                          |                      |                                             |                      |
| 17 | 17 | "The Truth Is out There" | Tam jest prawda          | Dennis Smith         | Jack Bernstein                              | 16 marca 2004        |
| Podczas przyjęcia z sufitu w męskiej toalecie spada ciało podoficera Chrisa Gordona. Gibbs, Kate, Tony i Ducky rozpoczynają dochodzenie. Ten ostatni ustala, że Gordon zmarł na skutek urazu głowy. |    |                          |                          |                      |                                             |                      |
| 18 | 18 | "UnSEALed"               | Komandos                 | Peter Ellis          | Thomas Moran                                | 6 kwietnia 2004      |
| Skazany za zabójstwo żony Jack Curtin ucieka z więzienia. Zbieg należał do oddziału specjalnego marynarki wojennej, dlatego zadanie ujęcia go zostaje powierzone Gibbsowi. |    |                          |                          |                      |                                             |                      |
| 19 | 19 | "Dead Man Talking"       | Wskazówki z zaświatów    | Dennis Smith         | Frank Cardea, George Schenck                | 27 kwietnia 2004     |
| Agent służb śledczych Chris Pacci został zamordowany. Zespół Gibbsa rozpoczyna poszukiwania sprawcy. Śledztwo ujawnia, że Pacci wznowił dochodzenie w sprawie śmierci porucznika Vossa. |    |                          |                          |                      |                                             |                      |
| 20 | 20 | "Missing"                | Zaginiony                | Jeff Woolnough       | John Kelley                                 | 4 maja 2004          |
| Zaginął sierżant marynarki wojennej Bill Atlas. Gibbs, Kate i Tony rozpoczynają poszukiwania. Agenci udają się do baru, w którym po raz ostatni widziano zaginionego. |    |                          |                          |                      |                                             |                      |
| 21 | 21 | "Split Decision"         | Niezdecydowanie          | Terrence O'Hara      | Bob Gookin                                  | 11 maja 2004         |
| Żołnierz piechoty morskiej zostaje zamordowany. Gibbs i jego zespół zostają wezwani na miejsce zbrodni. W trakcie dochodzenia agenci zaczynają podejrzewać, że żołnierze nielegalnie handlują bronią. |    |                          |                          |                      |                                             |                      |
| 22 | 22 | "A Weak Link"            | Słabe ogniwo             | Alan Levi            | Jack Bernstein                              | 18 maja 2004         |
| Podczas ćwiczeń przed ściśle tajną misją porucznik oddziału specjalnego marynarki wojennej, Rick Johnson, spada z klifu i ginie na miejscu. Kilka godzin po wypadku na miejscu zdarzenia pojawia się Gibbs, Tony, Kate i Ducky. Agenci odnajdują fragment sprzętu wspinaczkowego ofiary i ustalają, że zamiast ze stali jest wykonany z aluminium. Podejrzewają, że Rick Johnson został zamordowany. Zabójca musi zostać schwytany najpóźniej w ciągu 48 godzin. W przeciwnym razie misja zostanie wstrzymana. |    |                          |                          |                      |                                             |                      |
| 23 | 23 | "Reveille"               | Pobudka                  | Thomas J. Wright     | Donald Bellisario                           | 25 maja 2004         |
| Gibbsa dręczy obsesja na punkcie agenta Hamasu, który miesiąc temu wziął jego ludzi jako zakładników i postrzelił Geralda. Przeczuwa, że terrorysta pojawi się ponownie i będzie chciał zabić Kate. |    |                          |                          |                      |                                             |                      |

### Seria 2 (2004-2005)
| Nr | #  | Tytuł                 | Polski tytuł         | Reżyseria           | Scenariusz                                           | Premiera CBS         | Premiera AXN     |
| -- | -- | --------------------- | -------------------- | ------------------- | ---------------------------------------------------- | -------------------- | ---------------- |
| 24 | 1  | "See No Evil"         | Nie widziałam go     | Thomas J. Wright    | Chris Crowe                                          | 28 września 2004     | 3 kwietnia 2010  |
| 25 | 2  | "The Good Wives Club" | Klub dobrych żon     | Dennis Smith        | Gil Grant                                            | 5 października 2004  | 3 kwietnia 2010  |
| 26 | 3  | "Vanished"            | Zaginiony            | James Whitmore, Jr. | Frank Cardea, George Schenck                         | 12 października 2004 | 10 kwietnia 2010 |
| 27 | 4  | "Lt. Jane Doe"        | Nieznajoma           | Dan Lerner          | Gil Grant, Steven Long Mitchell, Craig W. Van Sickle | 19 października 2004 | 10 kwietnia 2010 |
| 28 | 5  | "The Bone Yard"       | Cmentarz             | Terrence O'Hara     | John Kelley                                          | 26 października 2004 | 17 kwietnia 2010 |
| 29 | 6  | "Terminal Leave"      | Do cywila            | Jeff Woolnough      | Roger Director                                       | 16 listopada 2004    | 17 kwietnia 2010 |
| 30 | 7  | "Call of Silence"     | Wspomnienie          | Thomas J. Wright    | Roger Director                                       | 23 listopada 2004    | 24 kwietnia 2010 |
| 31 | 8  | "Heart Break"         | Rozczarowanie        | Dennis Smith        | Frank Cardea, George Schenck                         | 30 listopada 2004    | 24 kwietnia 2010 |
| 32 | 9  | "Forced Entry"        | Spotkanie            | Dennis Smith        | John Kelley, Jesse Stern                             | 7 grudnia 2004       | 1 maja 2010      |
| 33 | 10 | "Chained"             | Ucieczka w kajdanach | Thomas J. Wright    | Frank Military                                       | 14 grudnia 2004      | 1 maja 2010      |
| 34 | 11 | "Black Water"         | Tajemnica jeziora    | Terrence O'Hara     | Juan Carlos Coto, John Kelly                         | 11 stycznia 2005     | 8 maja 2010      |
| 35 | 12 | "Doppelgänger"        | Sobowtór             | Terrence O'Hara     | Jack Bernstein                                       | 18 stycznia 2005     | 8 maja 2010      |
| 36 | 13 | "The Meat Puzzle"     | Układanka            | Thomas J. Wright    | Frank Military                                       | 8 lutego 2005        | 15 maja 2010     |
| 37 | 14 | "Witness"             | Nagranie             | James Whitmore, Jr. | Frank Cardea, George Schenck                         | 15 lutego 2005       | 15 maja 2010     |
| 38 | 15 | "Caught on Tape"      | Świadek              | Jeff Woolnough      | Chris Crowe, Gil Grant, John Kelley                  | 22 lutego 2005       | 22 maja 2010     |
| 39 | 16 | "Pop Life"            | Gwiazdka             | Thomas J. Wright    | Frank Military                                       | 1 marca 2005         | 22 maja 2010     |
| 40 | 17 | "An Eye for an Eye"   | Oko za oko           | Dennis Smith        | Steven Kane                                          | 22 marca 2005        | 29 maja 2010     |
| 41 | 18 | "Bikini Wax"          | Wosk                 | Stephen Cragg       | David North                                          | 29 marca 2005        | 2 czerwca 2010   |
| 42 | 19 | "Conspiracy Theory"   | Spisek               | Jeff Woolnough      | Frank Military                                       | 12 kwietnia 2005     | 2 czerwca 2010   |
| 43 | 20 | "Red Cell"            | Czerwoni             | Dennis Smith        | Christopher Silber                                   | 26 kwietnia 2005     | 9 czerwca 2010   |
| 44 | 21 | "Hometown Hero"       | Bohater              | James Whitmore, Jr. | Frank Cardea, George Schenck                         | 3 maja 2005          | 9 czerwca 2010   |
| 45 | 22 | "SWAK"                | List                 | Dennis Smith        | Donald Bellisario                                    | 10 maja 2005         | 16 czerwca 2010  |
| 46 | 23 | "Twilight"            | Mrok                 | Thomas J. Wright    | John Kelley                                          | 24 maja 2005         | 23 czerwca 2010  |

### Seria 3 (2005-2006)
| Nr | #  | Tytuł               | Polski tytuł                   | Reżyseria           | Scenariusz                       | Premiera CBS         | Premiera Seriale+    |
| -- | -- | ------------------- | ------------------------------ | ------------------- | -------------------------------- | -------------------- | -------------------- |
| 47 | 1  | "Kill Ari" (Part 1) | Zabić Ariego (część 1)         | Dennis Smith        | Donald Bellisario                | 20 września 2005     | 6 października 2010  |
| 48 | 2  | "Kill Ari" (Part 2) | Zabić Ariego (część 2)         | James Whitmore, Jr. | Donald Bellisario                | 27 września 2005     | 13 października 2010 |
| 49 | 3  | "Mind Games"        | Szaleniec                      | William Webb        | Jeffrey Kirkpatrick, John Kelley | 4 października 2005  | 20 października 2010 |
| 50 | 4  | "Silver War"        | Wojna domowa                   | Terrence O'Hara     | John Kelley, Joshua Lurie        | 11 października 2005 | 27 października 2010 |
| 51 | 5  | "Switch"            | Zamiana                        | Thomas J. Wright    | Gil Grant                        | 18 października 2005 | 3 listopada 2010     |
| 52 | 6  | "The Voyeur's Web"  | Podglądacze                    | Dennis Smith        | David North                      | 25 października 2005 | 10 listopada 2010    |
| 53 | 7  | "Honor Code"        | Kodeks honorowy                | Colin Bucksey       | Christopher Silber               | 1 listopada 2005     | 17 listopada 2010    |
| 54 | 8  | "Under Covers"      | W obcej skórze                 | Aaron Lipstadt      | Lee David Zlotoff                | 8 listopada 2005     | 24 listopada 2010    |
| 55 | 9  | "Frame Up"          | Pułapka                        | Thomas J. Wright    | Laurence Walsh                   | 22 listopada 2005    | 1 grudnia 2010       |
| 56 | 10 | "Probie"            | Praktykant                     | Terrence O'Hara     | Frank Cardea, George Schenck     | 29 listopada 2005    | 8 grudnia 2010       |
| 57 | 11 | "Model Behavior"    | Modelki                        | Stephen Cragg       | David North                      | 13 grudnia 2005      | 15 grudnia 2010      |
| 58 | 12 | "Boxed In"          | Kontener                       | Dennis Smith        | Dana Coen                        | 10 stycznia 2006     | 22 grudnia 2010      |
| 59 | 13 | "Deception"         | Podstęp                        | Leslie Libman       | Jack Bernstein                   | 17 stycznia 2006     | 29 grudnia 2010      |
| 60 | 14 | "Light Sleeper"     | Uśpiona                        | Colin Bucksey       | Christopher Silber               | 24 stycznia 2006     | 5 stycznia 2011      |
| 61 | 15 | "Head Case"         | Trudna sprawa                  | Dennis Smith        | Frank Cardea, George Schenck     | 7 lutego 2006        | 12 stycznia 2011     |
| 62 | 16 | "Family Secret"     | Rodzinna tajemnica             | James Whitmore, Jr. | Steven Binder                    | 28 lutego 2006       | 19 stycznia 2011     |
| 63 | 17 | "Ravenous"          | Drapieżca                      | Thomas J. Wright    | Richard Arthur                   | 7 marca 2006         | 26 stycznia 2011     |
| 64 | 18 | "Bait"              | Przynęta                       | Terrence O'Hara     | Laurence Walsh                   | 14 marca 2006        | 2 lutego 2011        |
| 65 | 19 | "Iced"              | Zamrożeni                      | Dennis Smith        | Dana Coen                        | 4 kwietnia 2006      | 9 lutego 2011        |
| 66 | 20 | "Untouchable"       | Nietykalny                     | Leslie Libman       | Frank Cardea, George Schenck     | 18 kwietnia 2006     | 16 lutego 2011       |
| 67 | 21 | "Bloodbath"         | Rzeź                           | Dennis Smith        | Steven Binder                    | 25 kwietnia 2006     | 23 lutego 2011       |
| 68 | 22 | "Jeopardy"          | Zagrożenie                     | James Whitmore, Jr. | David North                      | 2 maja 2006          | 2 marca 2011         |
| 69 | 23 | "Hiatus" (Part 1)   | Przerwa w życiorysie (część 1) | Dennis Smith        | Donald Bellisario                | 9 maja 2006          | 9 marca 2011         |
| 70 | 24 | "Hiatus" (Part 2)   | Przerwa w życiorysie (część 2) | Dennis Smith        | Donald Bellisario                | 16 maja 2006         | 16 marca 2011        |

### Seria 4 (2006-2007)
| Nr | #  | Tytuł                | Polski tytuł                 | Reżyseria           | Scenariusz                                     | Premiera CBS         | Premiera AXN         |
| -- | -- | -------------------- | ---------------------------- | ------------------- | ---------------------------------------------- | -------------------- | -------------------- |
| 71 | 1  | "Shalom"             | Shalom                       | William Webb        | Donald Bellisario, John Kelley                 | 19 września 2006     | 4 października 2011  |
| 72 | 2  | "Escaped"            | Ocalony                      | Dennis Smith        | Steven Binder, Christopher Silber              | 26 września 2006     | 11 października 2011 |
| 73 | 3  | "Singled Out"        | Polowanie                    | Terrence O'Hara     | David North                                    | 3 października 2006  | 18 października 2011 |
| 74 | 4  | "Faking It"          | Zdrajca                      | Thomas J. Wright    | Shane Brennan                                  | 10 października 2006 | 25 października 2011 |
| 75 | 5  | "Dead and Unburied"  | Człowiek niepogrzebany       | Colin Bucksey       | Nell Scovell                                   | 17 października 2006 | 8 listopada 2011     |
| 76 | 6  | "Witch Hunt"         | W ostatniej chwili           | James Whitmore, Jr. | Steven Kriozere                                | 31 października 2006 | 15 listopada 2011    |
| 77 | 7  | "Sandblast"          | Polowanie na czarownice      | Dennis Smith        | Robert Palm                                    | 7 listopada 2006     | 22 listopada 2011    |
| 78 | 8  | "Once a Hero"        | Bohater                      | Thomas J. Wright    | Shane Brennan                                  | 14 listopada 2006    | 29 listopada 2011    |
| 79 | 9  | "Twisted Sister"     | Siostrzyczka                 | Terrence O'Hara     | Steven Binder                                  | 21 listopada 2006    | 6 grudnia 2011       |
| 80 | 10 | "Smoked"             | Nieuchwytny                  | Dennis Smith        | John Kelley, Robert Palm                       | 28 listopada 2006    | 13 grudnia 2011      |
| 81 | 11 | "Driven"             | Automat                      | Dennis Smith        | Richard Arthur, John Kelley,Nell Scovell       | 12 grudnia 2006      | 20 grudnia 2011      |
| 82 | 12 | "Suspicion"          | Podejrzenie                  | Colin Bucksey       | Shane Brennan                                  | 16 stycznia 2007     | 27 grudnia 2010      |
| 83 | 13 | "Sharif Returns"     | Powrót Sharifa               | Terrence O'Hara     | Steven Binder                                  | 23 stycznia 2007     | 3 stycznia 2012      |
| 84 | 14 | "Blowback"           | Nieprzewidziane konsekwencje | Thomas J. Wright    | Shane Brennan, David North, Christopher Silber | 6 lutego 2007        | 10 stycznia 2012     |
| 85 | 15 | "Friends and Lovers" | Przyjaciele i kochankowie    | Dennis Smith        | John Kelley                                    | 13 lutego 2007       | 17 stycznia 2012     |
| 86 | 16 | "Dead Man Walking"   | O mały włos                  | Colin Bucksey       | Nell Scovell                                   | 20 lutego 2007       | 24 stycznia 2012     |
| 87 | 17 | "Skeletons"          | Szkielety                    | James Whitmore, Jr. | Jesse Stern                                    | 27 lutego 2007       | 31 stycznia 2012     |
| 88 | 18 | "Iceman"             | Zabójca                      | Thomas J. Wright    | Shane Brennan                                  | 20 marca 2007        | 7 lutego 2012        |
| 89 | 19 | "Grace Period"       | Druga szansa                 | James Whitmore, Jr. | John Kelley                                    | 3 kwietnia 2007      | 14 lutego 2012       |
| 90 | 20 | "Cover Story"        | Historia jak z książki       | Dennis Smith        | David North                                    | 10 kwietnia 2007     | 21 lutego 2012       |
| 91 | 21 | "Brothers in Arms"   | Towarzysze broni             | Martha Mitchell     | Steven Binder                                  | 24 kwietnia 2007     | 28 lutego 2012       |
| 92 | 22 | "In the Dark"        | W ciemności                  | Thomas J. Wright    | Steven Binder                                  | 1 maja 2007          | 6 marca 2012         |
| 93 | 23 | "Trojan Horse"       | Koń trojański                | Terrence O'Hara     | Shane Brennan, Donald Bellisario               | 8 maja 2007          | 13 marca 2012        |
| 94 | 24 | "Angel of Death"     | Anioł śmierci                | Dennis Smith        | Donald Bellisario                              | 22 maja 2007         | 20 marca 2012        |

### Seria 5 (2007-2008)
| Nr  | #  | Tytuł                   | Polski tytuł           | Reżyseria           | Scenariusz                                    | Premiera CBS         | Premiera AXN         |
| --- | -- | ----------------------- | ---------------------- | ------------------- | --------------------------------------------- | -------------------- | -------------------- |
| 95  | 1  | "Bury Your Dead"        | Pogrzebać poległych    | Thomas J. Wright    | Shane Brennan                                 | 25 września 2007     | 9 października 2012  |
| 96  | 2  | "Family"                | Sprawy rodzinne        | Martha Mitchell     | Steven Binder                                 | 2 października 2007  | 16 października 2012 |
| 97  | 3  | "Ex-File"               | Była żona              | Dennis Smith        | Alfonso Moreno                                | 9 października 2007  | 23 października 2012 |
| 98  | 4  | "Identity Crisis"       | Sprawa tożsamości      | Thomas J. Wright    | Jesse Stern                                   | 16 października 2007 | 30 października 2012 |
| 99  | 5  | "Leap of Faith"         | Wątpliwości            | Dennis Smith        | Frank Cardea, George Schenck                  | 23 października 2007 | 6 listopada 2012     |
| 100 | 6  | "Chimera"               | Chimera                | Terrence O'Hara     | Dan Fesman                                    | 30 października 2007 | 13 listopada 2012    |
| 101 | 7  | "Requiem"               | Requiem                | Tony Wharmby        | Shane Brennan                                 | 6 listopada 2007     | 13 listopada 2012    |
| 102 | 8  | "Designated Target"     | Ruchomy cel            | Colin Bucksey       | Reed Steiner                                  | 13 listopada 2007    | 20 listopada 2012    |
| 103 | 9  | "Lost and Found"        | Zaginiony i znaleziony | Martha Mitchell     | David North                                   | 20 listopada 2007    | 20 listopada 2012    |
| 104 | 10 | "Corporal Punishment"   | Kara                   | Arvin Brown         | Jesse Stern                                   | 27 listopada 2007    | 27 listopada 2012    |
| 105 | 11 | "Tribes"                | Bracia w wierze        | Colin Bucksey       | Reed Steiner                                  | 15 stycznia 2008     | 27 listopada 2012    |
| 106 | 12 | "Stakeout"              | Zasadzka               | Tony Wharmby        | Frank Cardea, George Schenck                  | 8 kwietnia 2008      | 4 grudnia 2012       |
| 107 | 13 | "Dog Tags"              | Pieski świat           | Oz Scott            | Dan Fesman, Alfonso Moreno                    | 15 kwietnia 2008     | 4 grudnia 2012       |
| 108 | 14 | "Internal Affairs"      | Sprawy wewnętrzne      | Tony Wharmby        | Reed Steiner, Jesse Stern                     | 22 kwietnia 2008     | 11 grudnia 2012      |
| 109 | 15 | "In the Zone"           | Pod ogniem             | Terrence O'Hara     | Linda Burstyn                                 | 29 kwietnia 2008     | 11 grudnia 2012      |
| 110 | 16 | "Recoil"                | Wątpliwości            | James Whitmore, Jr. | Frank Cardea, Dan Fesman, George Schenck      | 6 maja 2008          | 18 grudnia 2012      |
| 111 | 17 | "About Face"            | Zmiana poglądów        | Dennis Smith        | Alfonso Moreno, Reed Steiner, Jesse Stern     | 13 maja 2008         | 18 grudnia 2012      |
| 112 | 18 | "Judgment Day" (Part 1) | Dzień sądu (część 1)   | Thomas J. Wright    | Steven Binder, David North                    | 20 maja 2008         | 1 stycznia 2013      |
| 113 | 19 | "Judgment Day" (Part 2) | Dzień sądu (część 2)   | Thomas J. Wright    | Steven Binder, David North, Christopher Waild | 20 maja 2008         | 1 stycznia 2013      |

### Seria 6 (2008-2009)
| Nr  | #  | Tytuł                | Polski tytuł                 | Reżyseria           | Scenariusz                                   | Premiera CBS         | Premiera AXN     |
| --- | -- | -------------------- | ---------------------------- | ------------------- | -------------------------------------------- | -------------------- | ---------------- |
| 114 | 1  | "Last Man Standing"  | Zdrajca                      | Tony Wharmby        | Shane Brennan                                | 23 września 2008     | 8 stycznia 2013  |
| 115 | 2  | "Agent Afloat"       | Na okręcie                   | Thomas J. Wright    | Dan Fesman, David North                      | 30 września 2008     | 8 stycznia 2013  |
| 116 | 3  | "Capitol Offense"    | Na Kapitolu                  | Dennis Smith        | Frank Cardea, George Schenck                 | 7 października 2008  | 15 stycznia 2013 |
| 117 | 4  | "Heartland"          | Podróż sentymentalna         | Tony Wharmby        | Jesse Stern                                  | 14 października 2008 | 15 stycznia 2013 |
| 118 | 5  | "Nine Lives"         | Dziewięć żyć                 | Dennis Smith        | Linda Burstyn, Dan Fesman, David North       | 21 października 2008 | 22 stycznia 2013 |
| 119 | 6  | "Murder 2.0"         | Na wizji                     | Arvin Brown         | Steven Binder                                | 28 października 2008 | 22 stycznia 2013 |
| 120 | 7  | "Collateral Damage"  | Przypadkowa ofiara           | Terrence O'Hara     | Alfonso Moreno                               | 11 listopada 2008    | 29 stycznia 2013 |
| 121 | 8  | "Cloak"              | Krew                         | James Whitmore, Jr. | Jesse Stern                                  | 18 listopada 2008    | 29 stycznia 2013 |
| 122 | 9  | "Dagger"             | Sztylet                      | Dennis Smith        | Reed Steiner, Christopher Waild              | 25 listopada 2008    | 5 lutego 2013    |
| 123 | 10 | "Road Kill"          | Wypadek                      | Thomas J. Wright    | Steven Kriozere                              | 2 grudnia 2008       | 5 lutego 2013    |
| 124 | 11 | "Silent Night"       | Święta                       | Tony Wharmby        | Frank Cardea, George Schenck                 | 16 grudnia 2008      | 12 lutego 2013   |
| 125 | 12 | "Caged"              | W klatce                     | Leslie Libman       | Alfonso Moreno                               | 6 stycznia 2009      | 12 lutego 2013   |
| 126 | 13 | "Broken Bird"        | Zraniony ptak                | James Whitmore, Jr. | Jesse Stern                                  | 13 stycznia 2009     | 19 lutego 2013   |
| 127 | 14 | "Love and War"       | Miłość i wojna               | Terrence O'Hara     | Steven Binder, David North                   | 27 stycznia 2009     | 19 lutego 2013   |
| 128 | 15 | "Deliverance"        | Wybawienie                   | Dennis Smith        | Dan Fesman, Reed Steiner                     | 10 lutego 2009       | 26 lutego 2013   |
| 129 | 16 | "Bounce"             | Wpadka                       | Arvin Brown         | Steven Binder, David North                   | 17 lutego 2009       | 26 lutego 2013   |
| 130 | 17 | "South by Southwest" | Południe - południowy zachód | Thomas J. Wright    | Frank Cardea and George Schenck              | 24 lutego 2009       | 5 marca 2013     |
| 131 | 18 | "Knockout"           | Nokaut                       | Tony Wharmby        | Jesse Stern                                  | 17 marca 2009        | 5 marca 2013     |
| 132 | 19 | "Hide and Seek"      | Gra w chowanego              | Dennis Smith        | Dan Fesman                                   | 24 marca 2009        | 12 marca 2013    |
| 133 | 20 | "Dead Reckoning"     | Świadek oskarżenia           | Terrence O'Hara     | David North, Reed Steiner, Christopher Waild | 31 marca 2009        | 12 marca 2013    |
| 134 | 21 | "Toxic"              | Kuracja                      | Thomas J. Wright    | Steven Binder                                | 7 kwietnia 2009      | 19 marca 2013    |
| 135 | 22 | "Legend" (Part 1)    | Legenda (część 1)            | Tony Wharmby        | Shane Brennan                                | 28 kwietnia 2009     | 19 marca 2013    |
| 136 | 23 | "Legend" (Part 2)    | Legenda (część 2)            | James Whitmore, Jr. | Shane Brennan                                | 5 maja 2009          | 26 marca 2013    |
| 137 | 24 | "Semper Fidelis"     | Semper Fidelis               | Tony Wharmby        | Jesse Stern                                  | 12 maja 2009         | 26 marca 2013    |
| 138 | 25 | "Aliyah"             | Powrót                       | Dennis Smith        | David North                                  | 19 maja 2009         | 26 marca 2013    |

### Seria 7 (2009-2010)
| Nr  | #  | Tytuł                   | Polski tytuł             | Reżyseria           | Scenariusz                      | Premiera CBS         | Premiera AXN         |
| --- | -- | ----------------------- | ------------------------ | ------------------- | ------------------------------- | -------------------- | -------------------- |
| 139 | 1  | "Truth or Consequences" | Prawda albo konsekwencje | Dennis Smith        | Jesse Stern                     | 22 września 2009     | 22 października 2013 |
| 140 | 2  | "Reunion"               | Spotkanie                | Tony Wharmby        | Steven Binder                   | 29 września 2009     | 22 października 2013 |
| 141 | 3  | "The Inside Man"        | Wtyczka                  | Thomas J. Wright    | Frank Cardea, George Schenck    | 6 października 2009  | 29 października 2013 |
| 142 | 4  | "Good Cop, Bad Cop"     | Dobry glina, zły glina   | Leslie Libman       | David North, Jesse Stern        | 13 października 2009 | 29 października 2013 |
| 143 | 5  | "Code of Conduct"       | Kodeks postępowania      | Terrence O'Hara     | Reed Steiner, Christopher Waild | 20 października 2009 | 5 listopada 2013     |
| 144 | 6  | "Outlaws and In-Laws"   | Bandyci i teściowie      | Tony Wharmby        | Jesse Stern                     | 3 listopada 2009     | 5 listopada 2013     |
| 145 | 7  | "Endgame"               | Rozliczenie              | James Whitmore, Jr. | Gary Glasberg                   | 10 listopada 2009    | 12 listopada 2013    |
| 146 | 8  | "Power Down"            | Awaria                   | Thomas J. Wright    | Steven Binder, David North      | 17 listopada 2009    | 12 listopada 2013    |
| 147 | 9  | "Child's Play"          | Dziecięca gra            | William Webb        | Reed Steiner                    | 24 listopada 2009    | 19 listopada 2013    |
| 148 | 10 | "Faith"                 | Wiara                    | Arvin Brown         | Gary Glasberg                   | 15 grudnia 2009      | 19 listopada 2013    |
| 149 | 11 | "Ignition"              | Zapalnik                 | Dennis Smith        | Jesse Stern                     | 5 stycznia 2010      | 26 listopada 2013    |
| 150 | 12 | "Flesh and Blood"       | Z krwi i kości           | Arvin Brown         | Frank Cardea, George Schenck    | 12 stycznia 2010     | 26 listopada 2013    |
| 151 | 13 | "Jet Lag"               | W chmurach               | Tony Wharmby        | Christopher Waild               | 26 stycznia 2010     | 3 grudnia 2013       |
| 152 | 14 | "Masquerade"            | Maskarada                | James Whitmore, Jr. | Steven Binder                   | 2 lutego 2010        | 3 grudnia 2013       |
| 153 | 15 | "Jack-Knife"            | Zasadzka                 | Dennis Smith        | Jesse Stern                     | 9 lutego 2010        | 10 grudnia 2013      |
| 154 | 16 | "Mother's Day"          | Dzień matki              | Tony Wharmby        | Gary Glasberg, Reed Steiner     | 2 marca 2010         | 10 grudnia 2013      |
| 155 | 17 | "Double Identity"       | Podwójna osobowość       | Mark Horowitz       | Frank Cardea, George Schenck    | 9 marca 2010         | 17 grudnia 2013      |
| 156 | 18 | "Jurisdiction"          | Jurysdykcja              | Terrence O'Hara     | Lee David Zlotoff               | 16 marca 2010        | 17 grudnia 2013      |
| 157 | 19 | "Guilty Pleasure"       | Zdrada                   | James Whitmore, Jr. | Reed Steiner, Christopher Waild | 6 kwietnia 2010      | 7 stycznia 2014      |
| 158 | 20 | "Moonlighting"          | Fucha                    | Thomas J. Wright    | Steven Binder, Jesse Stern      | 27 kwietnia 2010     | 7 stycznia 2014      |
| 159 | 21 | "Obsession"             | Obsesja                  | Tony Wharmby        | Frank Cardea, George Schenck    | 4 maja 2010          | 14 stycznia 2014     |
| 160 | 22 | "Borderland"            | Na pograniczu            | Terrence O' Hara    | Steven Binder                   | 11 maja 2010         | 14 stycznia 2014     |
| 161 | 23 | "Patriot Down"          | Patriota                 | Dennis Smith        | Gary Glasberg                   | 18 maja 2010         | 21 stycznia 2014     |
| 162 | 24 | "Rule Fifty-One"        | Reguła nr 51             | Dennis Smith        | Jesse Stern                     | 25 maja 2010         | 21 stycznia 2014     |

### Seria 8 (2010-2011)
| Nr  | #  | Tytuł                       | Polski tytuł                       | Reżyseria             | Scenariusz                                    | Premiera CBS         | Premiera Seriale+    |
| --- | -- | --------------------------- | ---------------------------------- | --------------------- | --------------------------------------------- | -------------------- | -------------------- |
| 163 | 1  | "Spider and the Fly"        | Pająk i mucha                      | Dennis Smith          | Gary Glasberg                                 | 21 września 2010     | 7 lipca 2011         |
| 164 | 2  | "Worst Nightmare"           | Koszmar                            | Tony Wharmby          | Steven Binder                                 | 28 września 2010     | 14 lipca 2011        |
| 165 | 3  | "Short Fuse"                | Krótki lont                        | Leslie Libman         | Frank Cardea, George Schenck                  | 5 października 2010  | 21 lipca 2011        |
| 166 | 4  | "Royals and Loyals"         | Sojusznicy i tajni agenci          | Arvin Brown           | Reed Steiner                                  | 12 października 2010 | 28 lipca 2011        |
| 167 | 5  | "Dead Air"                  | Na żywo                            | Terrence O'Hara       | Christopher Waild                             | 19 października 2010 | 4 sierpnia 2011      |
| 168 | 6  | "Cracked"                   | Wariatka                           | Tony Wharmby          | Nicole Mirante-Matthews                       | 26 października 2010 | 11 sierpnia 2011     |
| 169 | 7  | "Broken Arrow"              | Zguba                              | Arvin Brown           | Frank Cardea, George Schenck                  | 9 listopada 2010     | 18 sierpnia 2011     |
| 170 | 8  | "Enemies Foreign"           | Wrogowie z obcych krajów (część 1) | Dennis Smith          | Jesse Stern                                   | 16 listopada 2010    | 25 sierpnia 2011     |
| 171 | 9  | "Enemies Domestic"          | Wrogowie z obcych krajów (część 2) | Mark Horowitz         | Jesse Stern                                   | 23 listopada 2010    | 1 września 2011      |
| 172 | 10 | "False Witness"             | Fałszywy prorok                    | James Whitmore, Jr.   | Steven Binder                                 | 14 grudnia 2010      | 8 września 2011      |
| 173 | 11 | "Ships in the Night"        | Kolacja na wodzie                  | Thomas Wright         | Reed Steiner, Christopher Waild               | 11 stycznia 2011     | 15 września 2011     |
| 174 | 12 | "Recruited"                 | Werbownik                          | Arvin Brown           | Gary Glasberg                                 | 18 stycznia 2011     | 22 września 2011     |
| 175 | 13 | "Freedom"                   | Wolność                            | Craig Ross, Jr.       | Nicole Mirante-Matthews                       | 1 lutego 2011        | 29 września 2011     |
| 176 | 14 | "A Man Walks Into a Bar..." | Wchodzi facet do baru...           | James Whitmore, Jr.   | Gary Glasberg                                 | 8 lutego 2011        | 6 października 2011  |
| 177 | 15 | "Defiance"                  | Bunt                               | Dennis Smith          | Frank Cardea, George Schenck                  | 15 lutego 2011       | 13 października 2011 |
| 178 | 16 | "Kill Screen"               | Ekran śmierci                      | Tony Wharmby          | Steven Kriozere, Steven D. Binder             | 22 lutego 2011       | 20 października 2011 |
| 179 | 17 | "One Last Score"            | Ostatni skok                       | Michael Weatherly     | Jesse Stern                                   | 1 marca 2011         | 27 października 2011 |
| 180 | 18 | "Out of the Frying Pan"     | Zeznanie                           | Terrence O'Hara       | Leon Carroll, Reed Steiner, Christopher Waild | 22 marca 2011        | 3 listopada 2011     |
| 181 | 19 | "Tell-All"                  | Cała prawda                        | Kevin Rodney Sullivan | Andrew Bartels                                | 29 marca 2011        | 10 listopada 2011    |
| 182 | 20 | "Two-Faced"                 | Kłamstwo                           | Thomas Wright         | Nicole Mirante-Matthews, Reed Steiner         | 5 kwietnia 2011      | 17 listopada 2011    |
| 183 | 21 | "Dead Reflection"           | Odbicie w lustrze                  | William Webb          | George Schenck, Frank Cardea                  | 12 kwietnia 2011     | 24 listopada 2011    |
| 184 | 22 | "Baltimore"                 | Baltimore                          | Terrence O'Hara       | Steven Binder                                 | 3 maja 2011          | 1 grudnia 2011       |
| 185 | 23 | "Swan Song"                 | Łabędzi śpiew                      | Tony Wharmby          | Jesse Stern                                   | 10 maja 2011         | 8 grudnia 2011       |
| 186 | 24 | "Pyramid"                   | Piramida                           | Dennis Smith          | Gary Glasberg                                 | 7 maja 2011          | 15 grudnia 2011      |

### Seria 9 (2011-2012)
| Nr  | #  | Tytuł                     | Polski tytuł                   | Reżyseria           | Scenariusz                              | Premiera CBS         | Premiera Seriale+ |
| --- | -- | ------------------------- | ------------------------------ | ------------------- | --------------------------------------- | -------------------- | ----------------- |
| 187 | 1  | "Nature of the Beast"     | Bestia                         | Tony Wharmby        | Gary Glasberg                           | 20 września 2011     | 12 stycznia 2012  |
| 188 | 2  | "Restless"                | Niepokój                       | James Whitmore, Jr. | Steven D. Binder                        | 27 września 2011     | 19 stycznia 2012  |
| 189 | 3  | "The Penelope Papers"     | Akta Penelopy                  | Arvin Brown         | Nicole Mirante-Matthews                 | 4 października 2011  | 26 stycznia 2012  |
| 190 | 4  | "Enemy on the Hill"       | Wróg na Kapitolu               | Dennis Smith        | George Schenck & Frank Cardea           | 11 października 2011 | 2 lutego 2012     |
| 191 | 5  | "Safe Harbor"             | Bezpieczny port                | Terrence O'Hara     | Reed Steiner, Christopher J. Waild      | 18 października 2011 | 9 lutego 2012     |
| 192 | 6  | "Thirst"                  | Pragnienie                     | Tom Wright          | Scott Williams                          | 25 października 2011 | 16 lutego 2012    |
| 193 | 7  | "Devil's Triangle"        | Diabelski trójkąt              | Leslie Libman       | Steven D. Binder, Reed Steiner          | 1 listopada 2011     | 24 lutego 2012    |
| 194 | 8  | "Engaged" (Part 1)        | Zobowiązanie (część 1)         | James Whitmore, Jr. | Gina Lucita Monreal                     | 8 listopada 2011     | 2 marca 2012      |
| 195 | 9  | "Engaged" (Part 2)        | Zobowiązanie (część 2)         | Tony Wharmby        | Gary Glasberg                           | 15 listopada 2011    | 9 marca 2012      |
| 196 | 10 | "Sins of the Father"      | Grzechy ojca                   | Arvin Brown         | George Schenck, Frank Cardea            | 22 listopada 2011    | 16 marca 2012     |
| 197 | 11 | "Newborn King"            | Nowonarodzony król             | Dennis Smith        | Christopher J. Waild                    | 13 grudnia 2011      | 23 marca 2012     |
| 198 | 12 | "Housekeeping"            | Dom za miastem                 | Terrence O’Hara     | Scott Williams                          | 3 stycznia 2012      | 30 marca 2012     |
| 199 | 13 | "A Desperate Man"         | Desperat                       | Leslie Libman       | Nicole Mirante-Matthews                 | 10 stycznia 2012     | 5 kwietnia 2012   |
| 200 | 14 | "Life Before His Eyes"    | Chwila prawdy                  | Tony Wharmby        | Gary Glasberg                           | 7 lutego 2012        | 12 kwietnia 2012  |
| 201 | 15 | "Secrets"                 | Tajemnice                      | Leslie Libman       | Steven D. Binder                        | 14 lutego 2012       | 19 kwietnia 2012  |
| 202 | 16 | "Psych Out"               | Psychiatra                     | Dennis Smith        | Gary Glasberg, Reed Steiner             | 21 lutego 2012       | 26 kwietnia 2012  |
| 203 | 17 | "Need to Know"            | Nie muszą wiedzieć             | Michelle MacLaren   | George Schenck, Frank Cardea            | 28 lutego 2012       | 3 maja 2012       |
| 204 | 18 | "The Tell"                | Znak                           | Tom Wright          | Gina Lucita Monreal                     | 20 marca 2012        | 10 maja 2012      |
| 205 | 19 | "The Good Son"            | Dobry syn                      | Terrence O'Hara     | Nicole Mirante-Matthews, Scott Williams | 27 marca 2012        | 17 maja 2012      |
| 206 | 20 | "The Missionary Position" | Pani kapelan                   | Arvin Brown         | Allison Abner                           | 10 kwietnia 2012     | 24 maja 2012      |
| 207 | 21 | "Rekindled"               | Podpalenie                     | Mark Horowitz       | Christopher J. Waild, Reed Steiner      | 17 kwietnia 2012     | 31 maja 2012      |
| 208 | 22 | "Playing With Fire"       | Igraszki z ogniem              | Dennis Smith        | George Schenck, Frank Cardea            | 1 maja 2012          | 7 czerwca 2012    |
| 209 | 23 | "Up in Smoke"             | Zasłona dymna                  | James Whitmore, Jr. | Steven D. Binder                        | 8 maja 2012          | 14 czerwca 2014   |
| 210 | 24 | "Till Death Do Us Part"   | Dopóki śmierć nas nie rozłączy | Tony Wharmby        | Gary Glasberg                           | 15 maja 2012         | 21 czerwca 2012   |

### Seria 10 (2012-2013)
| Nr  | #  | Tytuł                  | Polski tytuł               | Reżyseria           | Scenariusz                                          | Premiera CBS         | Premiera Seriale+ |
| --- | -- | ---------------------- | -------------------------- | ------------------- | --------------------------------------------------- | -------------------- | ----------------- |
| 211 | 1  | "Extreme Prejudice"    | Niezbędne Środki           | Tony Wharmby        | Gary Glasberg                                       | 25 września 2012     | 1 stycznia 2013   |
| 212 | 2  | "Recovery"             | Uzdrowienie                | Dennis Smith        | Scott Williams                                      | 2 października 2012  | 8 stycznia 2013   |
| 213 | 3  | "Phoenix"              | Feniks                     | Terrence O'Hara     | Steven D. Binder                                    | 9 października 2012  | 15 stycznia 2013  |
| 214 | 4  | "Lost at Sea"          | Zaginiony na Morzu         | Tony Wharmby        | Christopher J. Waild                                | 23 października 2012 | 22 stycznia 2013  |
| 215 | 5  | "The Namesake"         | Imiennik                   | Arvin Brown         | George Schenck, Frank Cardea                        | 30 października 2012 | 29 stycznia 2013  |
| 216 | 6  | "Shell Shock" (Part 1) | Nerwica Frontowa (część 1) | Leslie Libman       | Nichole Mirante-Matthews                            | 13 listopada 2012    | 5 lutego 2013     |
| 217 | 7  | "Shell Shock" (Part 2) | Nerwica Frontowa (część 2) | Tom Wright          | Gina Monreal                                        | 20 listopada 2012    | 12 lutego 2013    |
| 218 | 8  | "Gone"                 | Porwanie                   | James Whitmore, Jr. | Reed Steiner, Scott Williams                        | 27 listopada 2012    | 19 lutego 2013    |
| 219 | 9  | "Devil's Trifecta"     | Diabelski Trójkąt          | Arvin Brown         | Steven D. Binder                                    | 11 grudnia 2012      | 26 lutego 2013    |
| 220 | 10 | "You Better Watch Out" | Przedświąteczna Gorączka   | Tony Wharmby        | George Schenck, Frank Cardea                        | 18 grudnia 2012      | 5 marca 2013      |
| 221 | 11 | "Shabbat Shalom"       | Szabat Szalom              | Dennis Smith        | Christopher J. Waild                                | 8 stycznia 2013      | 12 marca 2013     |
| 222 | 12 | "Shiva"                | Sziwa                      | Arvin Brown         | Christopher J. Waild, Gary Glasberg, Scott Williams | 15 stycznia 2013     | 19 marca 2013     |
| 223 | 13 | "Hit and Run"          | Wypadek                    | Dennis Smith        | Gary Glasberg, Gina Lucita Monreal                  | 29 stycznia 2013     | 26 marca 2013     |
| 224 | 14 | "Canary"               | Kanarek                    | Terrence O'Hara     | Christopher J. Waild                                | 5 lutego 2013        | 2 kwietnia 2013   |
| 225 | 15 | "Hereafter"            | Co dalej...                | Tony Wharmby        | Nicole Mirante                                      | 19 lutego 2013       | 9 kwietnia 2013   |
| 226 | 16 | "Detour"               | Objazd                     | Tony Wharmby        | Mario Van Peebles                                   | 26 lutego 2013       | 16 kwietnia 2013  |
| 227 | 17 | "Prime Suspect"        | Główny Podejrzany          | James Whitmore Jr.  | George Schenck, Frank Cardea                        | 5 marca 2013         | 23 kwietnia 2013  |
| 228 | 18 | "Seek"                 | Szukaj                     | Michael Weatherly   | Scott Williams                                      | 19 marca 2013        | 30 kwietnia 2013  |
| 229 | 19 | "Squall"               | Sztorm                     | Tomas J. Wright     | Bill Nuss                                           | 26 marca 2013        | 7 maja 2013       |
| 230 | 20 | "Chasing Ghosts"       | Duchy Przeszłości          | Arvin Brown         | Nicole Mirante- Matthews                            | 9 kwietnia 2013      | 14 maja 2013      |
| 231 | 21 | "Berlin"               | Berlin                     | Terrence O'Hara     | Scott Williams, Gina Lucita Monreal                 | 23 kwietnia 2013     | 21 maja 2013      |
| 232 | 22 | "Revenge"              | Zemsta                     | James Whitmore Jr.  | George Schenck, Frank Cardea                        | 30 kwietnia 2013     | 28 maja 2013      |
| 233 | 23 | "Double Blind"         | Niecelne Strzały           | Dennis Smith        | Christopher J. Waild, Steven D. Binder              | 7 maja 2013          | 4 czerwca 2013    |
| 234 | 24 | "Damned if You Do"     | Tak źle, tak niedobrze     | Tony Wharmby        | Gary Glasberg                                       | 14 maja 2013         | 11 czerwca 2013   |

### Seria 11 (2013-2014)
Premierowy odcinek 11 sezonu Agenci NCIS był wyemitowany 24 września 2013 roku.
| Nr  | #  | Tytuł                  | Polski tytuł                           | Reżyseria           | Scenariusz                                         | Premiera CBS         | Premiera Seriale+    |
| --- | -- | ---------------------- | -------------------------------------- | ------------------- | -------------------------------------------------- | -------------------- | -------------------- |
| 235 | 1  | Whiskey Tango Foxtrot  | O co chodzi?                           | Tony Wharmby        | Gary Glasberg                                      | 24 września 2013     | 22 października 2013 |
| 236 | 2  | Past, Present, Future  | Przeszłość, teraźniejszość, przyszłość | James Whitmore, Jr. | Gary Glasberg, Scott Williams, Gina Lucita Monreal | 1 października 2013  | 29 października 2013 |
| 237 | 3  | Under the Radar        | Nie do namierzenia                     | Dennis Smith        | George Schenck, Frank Cardea                       | 8 października 2013  | 5 listopada 2013     |
| 238 | 4  | Anonymous was a Woman  | Anonimowość kobiety                    | Terrence O’Hara     | Steven D. Binder                                   | 15 października 2013 | 12 listopada 2013    |
| 239 | 5  | Once a Crook           | Na złodzieju czapka gore               | Arvin Brown         | Christopher Silber                                 | 22 października 2013 | 19 listopada 2013    |
| 240 | 6  | Oil & Water            | Ropa i Woda                            | Tom Wright          | Jennifer Corbett                                   | 29 października 2013 | 26 listopada 2013    |
| 241 | 7  | Better Angels          | Aniołowie                              | Tony Wharmby        | Gina Lucita Monreal                                | 5 listopada 2013     | 3 grudnia 2013       |
| 242 | 8  | Alibi                  | Alibi                                  | Holly Dale          | George Schenck, Frank Cardea                       | 12 listopada 2013    | 10 grudnia 2013      |
| 243 | 9  | Gut Check              | Przeczucie                             | Dennis Smith        | Christopher J. Waild                               | 19 listopada 2013    | 17 grudnia 2013      |
| 244 | 10 | Devil's Triad          | Diabelska trójca                       | Arvin Brown         | Steven D. Binder                                   | 10 grudnia 2013      | 7 stycznia 2014      |
| 245 | 11 | Homesick               | Tęsknota                               | Terrence O'Hara     | Scott Williams                                     | 17 grudnia 2013      | 14 stycznia 2014     |
| 246 | 12 | Kill Chain             | Ofiary                                 | James Whitmore Jr.  | Christopher Silber                                 | 7 stycznia 2014      | 4 lutego 2014        |
| 247 | 13 | Double Back            | Powrót do korzeni                      | Tony Wharmby        | Gina Lucita Monreal                                | 14 stycznia 2014     | 11 lutego 2014       |
| 248 | 14 | Monsters and Men       | Potwory i ludzie                       | Dennis Smith        | Jennifer Corbett                                   | 4 lutego 2014        | 4 marca 2014         |
| 249 | 15 | Bulletproof            | Kuloodporna                            | Leslie Libman       | Christopher J. Waild                               | 25 lutego 2014       | 25 marca 2014        |
| 250 | 16 | Dressed to Kill        | Zabójczy strój                         | Thomas J. Wright    | George Schenck, Frank Cardea                       | 4 marca 2014         | 8 kwietnia 2014      |
| 251 | 17 | Rock and a Hard Place  | Pomiędzy rockiem a kowadłem            | Arvin Brown         | Steven D. Binder                                   | 18 marca 2014        | 15 kwietnia 2014     |
| 252 | 18 | Crescent City          | Crescent City (część 1)                | James Whitmore, Jr. | Gary Glasberg                                      | 25 marca 2014        | 6 maja 2014          |
| 253 | 19 | Crescent City Part 2   | Crescent City (część 2)                | Tony Whitmore       | Gary Glasberg                                      | 1 kwietnia 2014      | 13 maja 2014         |
| 254 | 20 | Page Not Found         | Strona, której nie ma                  | Terrence O'Hara     | Christopher J. Waild                               | 8 kwietnia 2014      | 27 maja 2014         |
| 255 | 21 | Alleged                | Domniemanie                            | Arvin Brown         | Scott Williams                                     | 15 kwietnia 2014     | 27 maja 2014         |
| 256 | 22 | Shooter                | Snajper                                | Dennis Smith        | George Schenck & Frank Cardea                      | 29 kwietnia 2014     | 6 czerwca 2014       |
| 257 | 23 | The Admiral's Daughter | Córka Admirała                         | James Whitmore, Jr. | Steven D. Binder & Christopher Silber              | 6 maja 2014          | 10 czerwca 2014      |
| 258 | 24 | Honor Thy Father       | Czcij ojca swego                       | Tony Wharmby        | Gary Glasberg & Gina Lucita Monreal                | 13 maja 2014         | 17 czerwca 2014      |

### Seria 12 (2014-2015)
13 marca 2014 roku, stacja CBS zamówiła oficjalnie 12 sezon serialu Agenci NCIS.
| Nr  | #  | Tytuł                       | Polski tytuł           | Reżyseria           | Scenariusz                            | Premiera CBS         | Premiera Seriale+    |
| --- | -- | --------------------------- | ---------------------- | ------------------- | ------------------------------------- | -------------------- | -------------------- |
| 259 | 1  | Twenty Klicks               | Dwadzieścia kilometrów | Tony Wharmby        | Gary Glasberg, Scott Williams         | 23 września 2014     | 15 października 2014 |
| 260 | 2  | Kill the Messenger          | Śmierć posłańca        | Dennis Smith        | George Schenck, Frank Cardea          | 30 września 2014     | 22 października 2014 |
| 261 | 3  | So It Goes                  | Tak to w życiu bywa    | Leslie Libman       | Steven D. Binder                      | 7 października 2014  | 29 października 2014 |
| 262 | 4  | Choke Hold                  | Dusicielka             | Terrence O'Hara     | Christopher J. Waild                  | 14 października 2014 | 5 listopada 2014     |
| 263 | 5  | The San Dominick            | San Dominick           | Arvin Brown         | Christopher Silber                    | 21 października 2014 | 12 listopada 2014    |
| 264 | 6  | Parental Guidance Suggested | Zalecany nadzór        | Thomas J. Wright    | Jennifer Corbett                      | 28 października 2014 | 19 listopada 2014    |
| 265 | 7  | The Searchers               | Poszukiwania           | Tony Wharmby        | Gina Lucita Monreal                   | 11 listopada 2014    | 3 grudnia 2014       |
| 266 | 8  | Semper Fortis               | Semper Fortis          | Dennis Smith        | Matthew R. Jarrett & Scott J. Jarrett | 18 listopada 2014    | 10 grudnia 2014      |
| 267 | 9  | Grounded                    | Uziemieni              | Bethany Rooney      | Scott Williams                        | 25 listopada 2014    | 17 grudnia 2014      |
| 268 | 10 | House Rules                 | brak danych            | Terrence O'Hara     | Christopher J. Waild                  | 16 grudnia 2014      | 7 stycznia 2015      |
| 269 | 11 | Check                       | brak danych            | Alrick Riley        | Steven D. Binder                      | 6 stycznia 2015      | 21 stycznia 2015     |
| 270 | 12 | The Enemy Within            | brak danych            | James Whitmore, Jr. | George Schenck, Frank Cardea          | 13 stycznia 2015     | 28 stycznia 2015     |
| 271 | 13 | We Build, We Fight          | brak danych            | Rocky Carroll       | Jennifer Corbett                      | 3 lutego 2015        | 18 lutego 2015       |
| 272 | 14 | Cadence                     | brak danych            | Tony Wharmby        | Christopher Silber                    | 10 lutego 2015       | 25 lutego 2015       |
| 273 | 15 | Cabin Fever                 | brak danych            | Bethany Rooney      | Scott Williams                        | 17 lutego 2015       | 4 marca 2015         |
| 274 | 16 | Blast from the Past         | brak danych            | Dennis Smith        | David J. North                        | 24 lutego 2015       | 11 marca 2015        |
| 275 | 17 | The Artful Dodger           | brak danych            | Terrence O’Hara     | Gina Lucita Monreal                   | 10 marca 2015        | 25 marca 2015        |
| 276 | 18 | Status Update               | brak danych            | Holly Dale          | Christopher J. Waild                  | 24 marca 2015        | 8 kwietnia 2015      |
| 277 | 19 | Patience                    | brak danych            | Tom Wright          | Steven D. Binder                      | 31 marca 2015        | 15 kwietnia 2015     |
| 278 | 20 | No Good Deed                | brak danych            | Arvin Brown         | George Schenck, Frank Cardea          | 7 kwietnia 2015      | 22 kwietnia 2015     |
| 279 | 21 | Lost in Translation         | brak danych            | Tony Wharmby        | Jennifer Corbett                      | 14 kwietnia 2015     | 29 kwietnia 2015     |
| 280 | 22 | Troll                       | brak danych            | Dennis Smith        | Scott Williams                        | 28 kwietnia 2015     | 13 maja 2015         |
| 281 | 23 | The Lost Boys               | brak danych            | James Whitmore, Jr. | Gina Lucita Monreal                   | 5 maja 2015          | 20 maja 2015         |
| 282 | 24 | Neverland                   | brak danych            | Tony Wharmby        | Gary Glasberg                         | 12 maja 2015         | 27 maja 2015         |

### Seria 13 (2015-2016)
11 maja 2015 roku, stacja CBS zamówiła oficjalnie 13 sezon serialu.
| Nr                                           | #  | Tytuł                 | Polski tytuł               | Reżyseria           | Scenariusz                           | Premiera CBS         | Premiera Seriale+ |
| -------------------------------------------- | -- | --------------------- | -------------------------- | ------------------- | ------------------------------------ | -------------------- | ----------------- |
| 283                                          | 1  | Stop the Bleeding     | Powstrzymać krwawienie     | Tony Wharmby        | Gary Glasberg, Scott Williams        | 22 września 2015     | 17 listopada 2015 |
| 284                                          | 2  | Personal Day          | Wolne                      | Terrence O’Hara     | Gina Lucita Monreal                  | 29 września 2015     | 24 listopada 2015 |
| 285                                          | 3  | Incognito             | Incognito                  | James Whitmore, Jr. | George Schenck, Frank Cardea         | 6 października 2015  | 1 grudnia 2015    |
| 286                                          | 4  | Double Trouble        | Podwójne kłopoty           | Dennis Smith        | Christopher J. Waild                 | 13 października 2015 | 8 grudnia 2015    |
| 287                                          | 5  | Lockdown              | W potrzasku                | Bethany Rooney      | Stephen D. Binder                    | 20 października 2015 | 15 grudnia 2015   |
| 288                                          | 6  | Viral                 | Viral                      | Rocky Carroll       | Jennifer Corbett                     | 27 października 2015 | 22 grudnia 2015   |
| 289                                          | 7  | 16 Years              | Szesnaście lat             | Mark Horowitz       | Brendan Fehily                       | 3 listopada 2015     | 29 grudnia 2015   |
| 290                                          | 8  | Saviors               | Zbawcy                     | Tony Wharmby        | Scott Williams                       | 10 listopada 2015    | 5 stycznia 2016   |
| 291                                          | 9  | Day in Court          | Dzień w sądzie             | Dennis Smith        | George Schenck, Frank Cardea         | 17 listopada 2015    | 12 stycznia 2016  |
| 292                                          | 10 | Blood Brothers        | Braterstwo krwi            | Arvin Brown         | Jennifer Corbett                     | 24 listopada 2015    | 19 stycznia 2016  |
| 293                                          | 11 | Spinning Wheel        | Kołowrotek                 | Terrence O’Hara     | Steven D. Binder                     | 15 grudnia 2015      | 26 stycznia 2016  |
| 294                                          | 12 | Sister City: Part One | Siostrzane miasto: część 1 | Leslie Libman       | Christopher J. Waild                 | 5 stycznia 2016      | 9 lutego 2016     |
| Odcinek jest crossoverem z NCIS: New Orleans |    |                       |                            |                     |                                      |                      |                   |
| 295                                          | 13 | Déjá Vu               | Déjá Vu                    | Rocky Carroll       | Matthew R. Jarrett, Scott J. Jarrett | 19 stycznia 2016     | 16 lutego 2016    |
| 296                                          | 14 | Decompressed          | Dekompresja                | Tom Wright          | Brendan Fehily                       | 9 lutego 2016        | 23 lutego 2016    |
| 297                                          | 15 | React                 | Szkolenie                  | Bethany Rooney      | Jennifer Corbett                     | 16 lutego 2016       | 1 marca 2016      |
| 298                                          | 16 | Loose Cannons         | Tykające bomby             | Alrick Riley        | Scott Williams                       | 23 lutego 2016       | 8 marca 2016      |
| 299                                          | 17 | After Hours           | Po godzinach               | Terrence O’Hara     | Cindi Hemingway                      | 1 marca 2016         | 15 marca 2016     |
| 300                                          | 18 | Scope                 | Celownik                   | Tony Wharmby        | Gary Glasberg, Gina Lucita Monreal   | 15 marca 2016        | 29 marca 2016     |
| 301                                          | 19 | Reasonable Doubts     | Wątpliwości                | Tom Wright          | George Schenck, Frank Cardea         | 22 marca 2016        | 5 kwietnia 2016   |
| 302                                          | 20 | Charade               | Farsa                      | Edward Ornelas      | Brendan Fehily                       | 5 kwietnia 2016      | 19 kwietnia 2016  |
| 303                                          | 21 | Return to Sender      | Zwrot                      | Leslie Libman       | Christopher J. Waild                 | 19 kwietnia 2016     | 3 maja 2016       |
| 304                                          | 22 | Homefront             | W domu                     | Dennis Smith        | Gina Lucita Monreal,Jennifer Corbett | 3 maja 2016          | 17 maja 2016      |
| 305                                          | 23 | Dead Letter           | Zmiana planów              | James Whitmore, Jr. | Steven D. Binder                     | 10 maja 2016         | 24 maja 2016      |
| 306                                          | 24 | Family First          | Rodzina jest najważniejsza | Tony Wharmby        | Gary Glasberg, Scott Williams        | 17 maja 2016         | 31 maja 2016      |

### Seria 14 (2016-2017)
29 lutego 2016 roku, stacja CBS zamówiła oficjalnie 14 i 15 sezon serialu.
| Nr                                           | #  | Tytuł                   | Polski tytuł                | Reżyseria           | Scenariusz                                     | Premiera CBS         | Premiera Seriale+    |
| -------------------------------------------- | -- | ----------------------- | --------------------------- | ------------------- | ---------------------------------------------- | -------------------- | -------------------- |
| 307                                          | 1  | Rogue                   | Łobuz                       | Tony Wharmby        | Gary Glasberg, Jennifer Corbett                | 20 września 2016     | 6 października 2016  |
| 308                                          | 2  | Being Bad               | Dobry, Zły                  | James Whitmore, Jr. | Steven D. Binder                               | 27 września 2016     | 13 października 2016 |
| 309                                          | 3  | Privileged Information  | Pozory                      | Edward Ornelas      | George Schenck, Frank Cardea                   | 4 października 2016  | 20 października 2016 |
| 310                                          | 4  | Love Boat               | Statek miłości              | Terrence O'Hara     | Christopher J. Waild                           | 11 października 2016 | 10 listopada 2016    |
| 311                                          | 5  | Philly                  | Filadelfia - Philly         | Allan Arkush        | Scott Williams                                 | 18 października 2016 | 17 listopada 2016    |
| 312                                          | 6  | Shell Game              | Przekręt                    | Tom Wright          | Brendan Fehily                                 | 25 października 2016 | 24 listopada 2016    |
| 313                                          | 7  | Home of the Brave       | Dom jest za szczytem        | Alrick Riley        | Gina Lucita Monreal                            | 15 listopada 2016    | 1 grudnia 2016       |
| 314                                          | 8  | Enemy Combatant         | Dawny wróg                  | Tony Wharmby        | Jennifer Corbett                               | 22 listopada 2016    | 8 grudnia 2016       |
| 315                                          | 9  | Pay to Play             | Umarła baza                 | Arvin Brown         | Cindi Hemingway                                | 6 grudnia 2016       | 15 grudnia 2016      |
| 316                                          | 10 | The Tie That Binds      | Cienie przeszłości          | Arvin Brown         | Steven D. Binder                               | 13 grudnia 2016      | 22 grudnia 2016      |
| 317                                          | 11 | Willoughby              | Operacja Willoughby         | Tony Wharmby        | Gina Lucita Monreal                            | 3 stycznia 2017      | 19 stycznia 2017     |
| 318                                          | 12 | Off the Grid            | Poza siecią                 | Rocky Carroll       | George Schenck & Frank Cardea                  | 17 stycznia 2017     | 26 stycznia 2017     |
| 319                                          | 13 | Keep Going              | Idź dalej                   | Terrence O'Hara     | Scott Williams                                 | 24 stycznia 2017     | 29 stycznia 2017     |
| 320                                          | 14 | Nonstop                 | Nonstop                     | Mark Horowitz       | Brendan Fehily                                 | 7 lutego 2017        | 17 lutego 2017       |
| 321                                          | 15 | Pandora's Box (Part 1)  | Puszka Pandory (część 1)    | Arvin Brown         | Cindi Hemingway                                | 14 lutego 2017       | 24 lutego 2017       |
| Odcinek jest crossoverem z NCIS: New Orleans |    |                         |                             |                     |                                                |                      |                      |
| 322                                          | 16 | A Many Splendored Thing | Wiele wspaniałych rzeczy    | Michael Zinberg     | Steven D. Binder, David J. North               | 21 lutego 2017       | 3 marca 2017         |
| 323                                          | 17 | What Lies Above         | Kłamać, Nie kłamać          | Leslie Libman       | Scott Williams                                 | 7 marca 2017         | 17 marca 2017        |
| 324                                          | 18 | M.I.A.                  | Zaginiony w akcji           | Tom Wright          | Jennifer Corbett                               | 14 marca 2017        | 24 marca 2017        |
| 325                                          | 19 | The Wall                | Ściana                      | Bethany Rooney      | Gina Lucita Monreal                            | 28 marca 2017        | 7 kwietnia 2017      |
| 326                                          | 20 | A Bowl of Cherries      | Miska czereśni              | Edward Ornelas      | Brendan Fehily                                 | 4 kwietnia 2017      | 14 kwietnia 2017     |
| 327                                          | 21 | One Book, Two Covers    | Jedna książka, dwie okładki | Terrence O'Hara     | David J. North                                 | 18 kwietnia 2017     | 28 kwietnia 2017     |
| 328                                          | 22 | Beastmaster             | Władca zwierząt             | Bethany Rooney      | Christopher J. Waild                           | 2 maja 2017          | 12 maja 2017         |
| 329                                          | 23 | Something Blue          | Coś niebieskiego            | James Whitmore, Jr. | Jennifer Corbett, Scott Williams               | 9 maja 2017          | 19 maja 2017         |
| 330                                          | 24 | Rendezvous              | Rendezvous                  | Tony Wharmby        | George Schenck, Frank Cardea, Steven D. Binder | 16 maja 2017         | 26 maja 2017         |

### Seria 15 (2017-2018)
| Nr  | #  | Tytuł                    | Polski tytuł                        | Reżyseria            | Scenariusz                                      | Premiera CBS         | Premiera Seriale+ |
| --- | -- | ------------------------ | ----------------------------------- | -------------------- | ----------------------------------------------- | -------------------- | ----------------- |
| 331 | 1  | House Divided            | Dom podzielony                      | Tony Wharmby         | Steven D. Binder                                | 26 września 2017     |                   |
| 332 | 2  | Twofer                   | Dwa w jednym                        | James Whitmore, Jr.  | Scott Williams                                  | 3 października 2017  |                   |
| 333 | 3  | Exit Strategy            | Strategia                           | Terrence O'Hara      | Christopher J. Waild                            | 10 października 2017 |                   |
| 334 | 4  | Skeleton Crew            | Ekipa szkieletów                    | Christopher J. Waild | Jennifer Corbett                                | 17 października 2017 |                   |
| 335 | 5  | Fake It 'Til You Make It | Udawaj, aż Ci się uda               | Tom Wright           | David J. North                                  | 24 października 2017 |                   |
| 336 | 6  | Trapped                  | Wpadka                              | Bethany Rooney       | Brendan Fehily                                  | 31 października 2017 |                   |
| 337 | 7  | Burden of Proof          | Ciężar dowodu                       | Dennis Smith         | Gina Lucita Monreal                             | 7 listopada 2017     |                   |
| 338 | 8  | Voices                   | Głosy                               | Tony Wharmby         | Steven D. Binder                                | 14 listopada 2017    |                   |
| 339 | 9  | Ready or Not             | Gotowy czy nie                      | Terrence O'Hara      | Scott Williams                                  | 21 listopada 2017    |                   |
| 340 | 10 | Double Down              | Podwojenie                          | Alrick Riley         | Christopher J. Waild                            | 12 grudnia 2017      |                   |
| 341 | 11 | High Tide                | Wysoka fala                         | Tony Wharmby         | David J. North, Steven D. Binder                | 2 stycznia 2018      |                   |
| 342 | 12 | Dark Secrets             | Mroczne tajemnice                   | Bethany Rooney       | George Schenck, Frank Cardea                    | 9 stycznia 2018      |                   |
| 343 | 13 | Family Ties              | Więzy rodzinne                      | Rocky Carroll        | Brendan Fehily                                  | 23 stycznia 2018     |                   |
| 344 | 14 | Keep Your Friends Close  | Trzymaj swoich przyjaciół blisko    | Mark Horowitz        | Gina Lucita Monreal                             | 6 lutego 2018        |                   |
| 345 | 15 | Keep Your Enemies Closer | Trzymaj swoich wrogów bliżej siebie | Thomas J. Wright     | Jennifer Corbett                                | 27 lutego 2018       |                   |
| 346 | 16 | Handle With Care         | Ostrożnie                           | Alrick Riley         | Matthew R. Jarrett, Scott J. Jarrett            | 6 marca 2018         |                   |
| 347 | 17 | One Man's Trash          | Śmieci jednego człowieka            | Michael Zinberg      | Scott Williams                                  | 13 marca 2018        |                   |
| 348 | 18 | Death from Above         | Śmierć z góry                       | Rocky Carroll        | Chridtopher J. Waild                            | 27 marca 2018        |                   |
| 349 | 19 | The Numerical Limit      | Limit liczbowy                      | Leslie Libman        | David J. North & Steven D. Binder               | 3 kwietnia 2018      |                   |
| 350 | 20 | Sight Unseen             | Niewidzialny wzrok                  | Bethany Rooney       | Brendan Fehily                                  | 17 kwietnia 2018     |                   |
| 351 | 21 | One Step Forward         | Jeden krok naprzód                  | James Whitmore, Jr.  | Gina Lucita Monreal                             | 1 maja 2018          |                   |
| 352 | 22 | Two Steps Back           | Dwa kroki w tył                     | Michael Zinberg      | Jennifer Corbett                                | 8 maja 2018          |                   |
| 353 | 23 | Fallout                  | Skutki                              | Michael Zinberg      | Christopher J. Waild, David J. North            | 15 maja 2018         |                   |
| 354 | 24 | Date with Destiny        | Randka z przeznaczeniem             | Tony Wharmby         | George Schenck, Frank Cardea, Scott A. Williams | 22 maja 2018         |                   |

### Seria 16 (2018-2019)
14 kwietnia 2018 roku, stacja CBS zamówiła oficjalnie 16 sezon  serialu.
| Nr  | #  | Tytuł               | Polski tytuł                 | Reżyseria           | Scenariusz                           | Premiera CBS         | Premiera AXN |
| --- | -- | ------------------- | ---------------------------- | ------------------- | ------------------------------------ | -------------------- | ------------ |
| 355 | 1  | Destiny’s Child     | Dziecko Przeznaczenia        | Tony Wharmby        | Steven D. Binder                     | 25 września 2018     |              |
| 356 | 2  | Love Thy Neighbor   | Kochaj swojego sąsiada       | Terrence O'Hara     | Scott Williams                       | 2 października 2018  |              |
| 357 | 3  | Boom                | Bum                          | Leslie Libman       | Brendan Fehily                       | 9 października 2018  |              |
| 358 | 4  | Third Wheel         | Trzecie koło                 | James Whitmore, Jr. | Christopher J. Waild                 | 16 października 2018 |              |
| 359 | 5  | Fragments           | Fragmenty                    | Michael Zinberg     | Gina Lucita Monreal                  | 23 października 2018 |              |
| 360 | 6  | Beneath the Surface | Pod powierzchnią             | Rocky Carroll       | Scott J. Jarrett, Matthew R. Jarrett | 30 października 2018 |              |
| 361 | 7  | A Thousand Words    | Tysiąc słów                  | Alrick Riley        | David J. North                       | 13 listopada 2018    |              |
| 362 | 8  | Friendly Fire       | Przyjazny ogień              | Thomas J. Wright    | Jennifer Corbett                     | 20 listopada 2018    |              |
| 363 | 9  | Tailing Angie       | Śledzenie Angie              | Terrence O'Hara     | George Schenck                       | 4 grudnia 2018       |              |
| 364 | 10 | What Child is This? | Co to za dziecko?            | Michael Zinberg     | Scott Williams                       | 11 grudnia 2018      |              |
| 365 | 11 | Toil and Trouble    | Trud i kłopoty               | Leslie Libman       | Christopher J. Waild                 | 8 stycznia 2019      |              |
| 366 | 12 | The Last Link       | Ostatni ślad                 | Rocky Carroll       | Brendan Fehily                       | 15 stycznia 2019     |              |
| 367 | 13 | She                 | Ona                          | Mark Horowitz       | Gina Lucita Monreal                  | 12 lutego 2019       |              |
| 368 | 14 | Once Upon A Tim     | Był sobie Tim                | Tony Wharmby        | David J. North, Steven D. Binder     | 19 lutego 2019       |              |
| 369 | 15 | Crossing the Line   | Przekroczenie granicy        | Michael Zinberg     | Jennifer Corbett                     | 26 lutego 2019       |              |
| 370 | 16 | Bears and Cubs      | Niedźwiedzie i młode         | Diana Valentine     | Scott Williams                       | 12 marca 2019        |              |
| 371 | 17 | Silent Service      | Silent Service               | Rocky Carroll       | Scott J. Jarrett, Matthew R. Jarrett | 26 marca 2019        |              |
| 372 | 18 | Mona Lisa           | Mona Lisa                    | Alrick Riley        | David J. North, Brendan Fehily       | 2 kwietnia 2019      |              |
| 373 | 19 | Perennial           | Bylina                       | Tony Wharmby        | Gina Lucita Monreal                  | 9 kwietnia 2019      |              |
| 374 | 20 | Hail & Farewell     | Powitania i pożegnania       | Michael Zinberg     | Jennifer Corbett                     | 16 kwietnia 2019     |              |
| 375 | 21 | Judge, Jury...      | Sędzia, ława przysięgłych... | James Whitmore Jr.  | Christopher J. Waild                 | 30 kwietnia 2019     |              |
| 376 | 22 | ...and Executioner  | ...i Egzekutor               | Terrence O'Hara     | Christopher J. Waild, David J. North | 7 maja 2019          |              |
| 377 | 23 | Lost Time           | Utracony czas                | Diana Valentine     | Scott Williams, Frank Cardea         | 14 maja 2019         |              |
| 378 | 24 | Daughters           | Córki                        | Tony Wharmby        | Steven D. Binder                     | 21 maja 2019         |              |

### Seria 17 (2019-2020)
Premiera pierwszego odcinka odbędzie się 24 września 2019 r.
| Nr  | #  | Tytuł                | Polski tytuł | Reżyseria          | Scenariusz                             | Premiera CBS         | Premiera AXN |
| --- | -- | -------------------- | ------------ | ------------------ | -------------------------------------- | -------------------- | ------------ |
| 379 | 1  | Out of the Darkness  |              | Terrence O'Hara    | Gina Lucita Monreal                    | 24 września 2019     |              |
| 380 | 2  | Into the Light       |              | Tony Wharmby       | Steven D. Binder                       | 1 października 2019  |              |
| 381 | 3  | Going Mobile         |              | Thomas J. Wright   | Scott Williams                         | 8 października 2019  |              |
| 382 | 4  | Someone Else's Shoes |              | Michael Zinberg    | Christopher J. Waild                   | 15 października 2019 |              |
| 383 | 5  | Wide Awake           |              | Diana Valentine    | Brendan Fehily                         | 22 października 2019 |              |
| 384 | 6  | Institutionalized    |              | Tony Wharmby       | David J. North                         | 5 listopada 2019     |              |
| 385 | 7  | No Vacancy           |              | Rocky Carroll      | Marco Schnabel                         | 12 listopada 2019    |              |
| 386 | 8  | Musical Chairs       |              | Michael Zinberg    | Kate Torgovnick May                    | 19 listopada 2019    |              |
| 387 | 9  | IRL                  |              | Terrence O'Hara    | Christopher J. Waild                   | 26 listopada 2019    |              |
| 388 | 10 | The North Pole       |              | James Whitmore Jr. | Gina Lucita Monreal                    | 17 grudnia 2019      |              |
| 389 | 11 | In the Wind          |              | Rocky Carroll      | Scott Williams                         | 7 stycznia 2020      |              |
| 390 | 12 | Flight Plan          |              | Tawnia McKiernan   | Brendan Fehily                         | 14 stycznia 2020     |              |
| 391 | 13 | Sound Off            |              | William Webb       | Lisa Di Trolio                         | 21 stycznia 2020     |              |
| 392 | 14 | On Fire              |              | Tawnia McKiernan   | Brendan Fehily                         | 28 stycznia 2020     |              |
| 393 | 15 | Lonely Hearts        |              | Michael Zinberg    | Marco Schnabel                         | 11 lutego 2020       |              |
| 394 | 16 | Ephemera             |              | Diana Valentine    | Christopher J. Waild                   | 18 lutego 2020       |              |
| 395 | 17 | In a Nutshell        |              | Michael Zinberg    | Katie White                            | 10 marca 2020        |              |
| 396 | 18 | Schooled             |              | Alrick Riley       | Kate Torgovnick May & Steven D. Binder | 24 marca 2020        |              |
| 397 | 19 | Blarney              |              | Rocky Carroll      | Scott Williams                         | 31 marca 2020        |              |
| 398 | 20 | The Arizona          |              | James Whitmore Jr. | Gina Lucita Monreal                    | 14 kwietnia 2020     |              |

### Seria 18 (2020-2021)
| Nr  | #  | Tytuł                       | Polski tytuł | Reżyseria          | Scenariusz                                           | Premiera CBS      | Premiera AXN |
| --- | -- | --------------------------- | ------------ | ------------------ | ---------------------------------------------------- | ----------------- | ------------ |
| 399 | 1  | Sturgeon Season             |              | Michael Zinberg    | Scott Williams                                       | 17 listopada 2020 |              |
| 400 | 2  | Everything Starts Somewhere |              | Terrence O’Hara    | Steven D. Binder                                     | 24 listopada 2020 |              |
| 401 | 3  | Blood and Treasure          |              | Diana Valentine    | Christopher J. Waild                                 | 8 grudnia 2020    |              |
| 402 | 4  | Sunburn                     |              | Rocky Carroll      | Marco Schnabel                                       | 19 stycznia 2021  |              |
| 403 | 5  | Head of the Snake           |              | Tawnia McKiernan   | Brendan Fehily, David J. North                       | 19 stycznia 2021  |              |
| 404 | 6  | 1mm                         |              | Diana Valentine    | Gina Lucita Monreal                                  | 26 stycznia 2021  |              |
| 405 | 7  | The First Day               |              | James Whitmore Jr. | Margaret Rose Lester                                 | 9 lutego 2021     |              |
| 406 | 8  | True Believer               |              | Terrence O'Hara    | Jill Weinberger                                      | 2 marca 2021      |              |
| 407 | 9  | Winter Chill                |              | Michael Zinberg    | Scott Williams                                       | 9 marca 2021      |              |
| 408 | 10 | Watchdog                    |              | Diana Valentine    | Brendan Fehily, David J. North                       | 16 marca 2021     |              |
| 409 | 11 | Gut Punch                   |              | Rocky Carroll      | Christopher J. Waild                                 | 6 kwietnia 2021   |              |
| 410 | 12 | Sangre                      |              | James Whitmore Jr. | Marco Schnabel                                       | 27 kwietnia 2021  |              |
| 411 | 13 | Misconduct                  |              | Tawnia McKiernan   | Brendan Fehily, Margaret Rose Lester, David J. North | 4 maja 2021       |              |
| 412 | 14 | Unseen Improvements         |              | Diana Valentine    | Steven D. Binder, Scott Williams                     | 11 maja 2021      |              |
| 413 | 15 | Blown Away                  |              | Michael Zinberg    | Marco Schnabel, Christopher J. Waild                 | 18 maja 2021      |              |
| 414 | 16 | Rule 91                     |              | Diana Valentine    | David J. North, Brendan Fehily                       | 25 maja 2021      |              |

### Seria 19 (2021)
| Nr  | #  | Tytuł                | Polski tytuł | Reżyseria          | Scenariusz                              | Premiera CBS         | Premiera AXN |
| --- | -- | -------------------- | ------------ | ------------------ | --------------------------------------- | -------------------- | ------------ |
| 415 | 1  | Blood in the Water   |              | Michael Zinberg    | Christopher J. Waild                    | 20 września 2021     |              |
| 416 | 2  | Nearly Departed      |              | Terrence O'Hara    | Scott Williams                          | 27 września 2021     |              |
| 417 | 3  | Road to Nowhere      |              | Rocky Carroll      | Marco Schnabel                          | 4 października 2021  |              |
| 418 | 4  | Great Wide Open      |              | Terrence O'Hara    | Brendan Fehily, David J. North          | 11 października 2021 |              |
| 419 | 5  | Face the Strange     |              | Diana Valentine    | Steven D. Binder                        | 18 października 2021 |              |
| 420 | 6  | False Start          |              | James Whitmore Jr. | Katherine Beattie, Christopher J. Waild | 1 listopada 2021     |              |
| 421 | 7  | Docked               |              | Michael Zinberg    | Marco Schnabel, Yasemin Yilmaz          | 8 listopada 2021     |              |
| 422 | 8  | Peacekeeper          |              | Rocky Carroll      | Margaret Rose Lester, Scott Williams    | 29 listopada 2021    |              |
| 423 | 9  | Collective Memory    |              | Leslie Libman      | Kimberly-Rose Wolter, David J. North    | 6 grudnia 2021       |              |
| 424 | 10 | Pledge of Allegiance |              | Rocky Carroll      | Brendan Fehily                          | 3 stycznia 2022      |              |
| 425 | 11 | All Hands            |              | Martha Mitchell    | Christopher J. Waild                    | 17 stycznia 2022     |              |
| 426 | 12 | Fight or Flight      |              | James Whitmore Jr. | Katherine Beattie                       | 24 stycznia 2022     |              |
| 427 | 13 | The Helpers          |              | Diana Valentine    | Brian Dietzen, Scott Williams           | 28 lutego 2022       |              |
| 428 | 14 | First Steps          |              | Michael Zinberg    | Yasemin Yilmaz                          | 7 marca 2022         |              |
| 429 | 15 | Thick As Thieves     |              | Terrence O'Hara    | Marco Schnabel                          | 14 marca 2022        |              |
| 430 | 16 | The Wake             |              | Rocky Carroll      | Katie White                             | 21 marca 2022        |              |
| 431 | 17 | Starting Over        |              | Michael Zinberg    | Margaret Rose Lester, Scott Williams    | 28 marca 2022        |              |
| 432 | 18 | Last Dance           |              | Terrence O'Hara    | Brendan Fehily, David J. North          | 18 kwietnia 2022     |              |
| 433 | 19 | The Brat Pack        |              | Michael Zinberg    | Katherine Beattie, Kimberly-Rose Wolter | 2 maja 2022          |              |
| 434 | 20 | All or Nothing       |              | Tawnia McKiernan   | Marco Schnabel, Yasemin Yilmaz          | 16 maja 2022         |              |
| 435 | 21 | Birds of a Feather   |              | Terrence O'Hara    | Christopher J. Waild                    | 23 maja 2022         |              |

### Seria 20 (2022)
| Nr  | #  | Tytuł                    | Polski tytuł | Reżyseria               | Scenariusz                           | Premiera CBS         | Premiera AXN |
| --- | -- | ------------------------ | ------------ | ----------------------- | ------------------------------------ | -------------------- | ------------ |
| 436 | 1  | A Family Matter          |              | Tawnia McKiernan        | Scott Williams                       | 19 września 2022     |              |
| 437 | 2  | Daddy Issues             |              | Michael Zinberg         | Christopher J. Waild                 | 26 września 2022     |              |
| 438 | 3  | Unearth                  |              | Diana Valentine         | Yasemin Yilmaz                       | 3 października 2022  |              |
| 439 | 4  | Leave No Trace           |              | William Webb            | Chad Gomez Creasey                   | 10 października 2022 |              |
| 440 | 5  | Guardian                 |              | James Whitmore Jr.      | Marco Schnabel                       | 17 października 2022 |              |
| 441 | 6  | The Good Fighter         |              | Jose Clemente Hernandez | Kimberly-Rose Wolter                 | 24 października 2022 |              |
| 442 | 7  | Love Lost                |              | Rocky Carroll           | Brendan Fehily, David J. North       | 14 listopada 2022    |              |
| 443 | 8  | Turkey Trot              |              | Lionel Coleman          | Diona Reasonover, Scott Williams     | 21 listopada 2022    |              |
| 444 | 9  | Higher Education         |              | Claudia Yarmy           | Katherine Beattie                    | 5 grudnia 2022       |              |
| 445 | 10 | Too Many Cooks           |              | Michael Zinberg         | Christopher J. Waild                 | 9 stycznia 2023      |              |
| 446 | 11 | Bridges                  |              | Lionel Coleman          | Chad Gomez Creasey                   | 16 stycznia 2023     |              |
| 447 | 12 | Big Rig                  |              | Rocky Carroll           | Marco Schnabel                       | 23 stycznia 2023     |              |
| 448 | 13 | Evil Eye                 |              | Michael Zinberg         | Brendan Fehily, Kimberly-Rose Wolter | 6 lutego 2023        |              |
| 449 | 14 | Old Wounds               |              | Diana Valentine         | Brian Dietzen, Scott Williams        | 13 lutego 2023       |              |
| 450 | 15 | Unusual Suspects         |              | James Whitmore Jr.      | Katherine Beattie                    | 27 lutego 2023       |              |
| 451 | 16 | Butterfly Effect         |              | Tawnia McKiernan        | Christopher J. Waild                 | 13 marca 2023        |              |
| 452 | 17 | Stranger in Strange Land |              | James Whitmore Jr.      | Chad Gomez Creasey                   | 20 marca 2023        |              |
| 453 | 18 | Head Games               |              | Michael Zinberg         | Sydney Mitchel                       | 10 kwietnia 2023     |              |
| 454 | 19 | In the Spotlight         |              | Rocky Carroll           | Yasemin Yilmaz                       | 1 maja 2023          |              |
| 455 | 20 | Second Opinion           |              | Tawnia McKiernan        | Marco Schnabel                       | 8 maja 2023          |              |
| 456 | 21 | Kompromat                |              | Lionel Coleman          | Scott Williams                       | 15 maja 2023         |              |
| 457 | 22 | Black Sky                |              | Diana Valentine         | Brendan Fehily, David J. North       | 22 maja 2023         |              |

## Wydania DVD
W Polsce wydano do tej pory 3 pierwsze sezony w polskiej wersji językowej.
| 1  | 6 czerwca 2006       | 24 lipca 2006       | 10 sierpnia 2006     |
| 2  | 14 listopada 2006    | 2 października 2006 | 12 października 2006 |
| 3  | 24 kwietnia 2007     | 25 czerwca 2007     | 15 marca 2007        |
| 4  | 23 października 2007 | 19 maja 2008        | 10 lipca 2008        |
| 5  | 26 sierpnia 2008     | 22 czerwca 2009     | 7 maja 2009          |
| 6  | 25 sierpnia 2009     | 19 lipca 2010       | 3 czerwca 2010       |
| 7  | 24 sierpnia 2010     | 13 czerwca 2011     | 7 lipca 2011         |
| 8  | 23 sierpnia 2011     | 30 lipca 2012       | 1 września 2011      |
| 9  | 21 sierpnia 2012     | 24 czerwca 2013     | 1 sierpnia 2012      |
| 10 | 20 sierpnia 2013     | 18 sierpnia 2014    | 21 sierpnia 2013     |
| 11 | 19 sierpnia 2014     | -                   | 16 sierpnia 2014     |
| 12 | -                    | -                   | -                    |